# Каннский кинофестиваль 1986
39-й Каннский кинофестиваль 1986 года, проходивший с 8 по 19 мая в Каннах, Франция. Только что сыгравший роль Рэмбо Сильвестр Сталлоне отказался приехать на фестиваль, испугавшись террористов. Спустя несколько лет Антонио Бандерас, критически отозвавшийся о баскских сепаратистах, посетил Канны, несмотря на угрозы расправы с ним прямо на фестивале.

## Жюри
- Сидни Поллак, кинорежиссёр ( США) — председатель
- Александр Мнушкин, продюсер ( Франция)
- Александр Траунер, кинохудожник ( Франция)
- Шарль Азнавур, актёр и композитор ( Франция)
- Даниэль Томпсон, писательница и кинорежиссёр ( Франция)
- Иштван Сабо, кинорежиссёр ( Венгрия)
- Лино Брока, кинорежиссёр ( Филиппины)
- Филип Френч, кинокритик ( Великобритания)
- Соня Брага, актриса ( Бразилия)
- Тонино Делли Колли, кинооператор ( Италия)

## Фильмы в конкурсной программе
| Победители выделены отдельным цветом. |

| Название                 | Оригинальное название        | Режиссёр               | Страна                          |
| ------------------------ | ---------------------------- | ---------------------- | ------------------------------- |
| После работы             | After Hours                  | Мартин Скорсезе        | США                             |
| Борис Годунов            | Борис Годунов                | Сергей Бондарчук       | СССР, Чехословакия, Польша, ФРГ |
| Вне Закона               | Down By Law                  | Джим Джармуш           | США                             |
| Живущие на грани         | The Fringe Dwellers          | Брюс Бересфорд         | Австралия                       |
| Почему дураки влюбляются | Fool for Love                | Роберт Олтмен          | США                             |
| Генезис                  | Genesis                      | Мринал Сен             | Индия                           |
| Я люблю тебя             | I Love You                   | Марко Феррери          | Франция, Италия                 |
| Последняя картина        | الصور الأخير                 | Мохаммед Лахдар-Хамина | Алжир                           |
| Говори мне о любви       | Eu Sei que Vou Te Amar       | Арнальдо Жабор         | Бразилия                        |
| Макс, моя любовь         | Max, Mon Amour               | Нагиса Осима           | Франция, США                    |
| Вечернее платье          | Tenue de Soirée              | Бертран Блие           | Франция                         |
| Миссия                   | The Mission                  | Ролан Жоффе            | Великобритания                  |
| Мона Лиза                | Mona Lisa                    | Нил Джордан            | Великобритания                  |
| Отелло                   | Otello                       | Франко Дзеффирелли     | Нидерланды, Италия, США         |
| Бедная бабочка           | Pobre mariposa               | Рауль де ла Торре      | Аргентина                       |
| Роза Люксембург          | Rosa Luxemburg               | Маргарета фон Тротта   | ФРГ, Чехословакия               |
| Поезд-беглец             | Runaway Train                | Андрей Кончаловский    | США                             |
| Жертвоприношение         | Offret, Sacrifice, Sacrifier | Андрей Тарковский      | Швеция, Великобритания, Франция |
| Место преступления       | Le Lieu du crime             | Андре Тешине           | Франция                         |
| Тереза                   | Thérèse                      | Ален Кавалье           | Франция                         |

## Особый взгляд
- Своя девичья история
- Опасное путешествие
- Цветок пустыни
- Лапута
- Обещание
- Бесстрастные моменты
- Человек праха
- Саломея
- Неизвестный солдат
- Два друга
- Туда и обратно – Добро пожаловать в Вену
- Куда вы едете?
- Backlash
- Belizaire the Cajun
- Coming Up Roses
- Das zweite Schraube-Fragment
- Krysař
- Shtei Etzbaot Mi’Tzidon
- Tai Yang

## Фильмы вне конкурсной программы
- Лестница в небо
- Абсолютные новички
- Don Quixote
- Приключения бурундучков
- Колдовская любовь
- Ханна и её сёстры
- Пираты
- Дорогие образы
- Знаешь, у тебя классные лестницы
- Цветы лиловые полей
- Мужчина и женщина 20 лет спустя

## Награды
- Золотая пальмовая ветвь: Миссия, режиссёр Ролан Жоффе
- Гран-при: Жертвоприношение, режиссёр Андрей Тарковский
- Приз жюри: Тереза, режиссёр Ален Кавалье
- Приз за лучшую мужскую роль:
  - Боб Хоскинс — Мона Лиза
  - Мишель Блан — Вечернее платье
- Приз за лучшую женскую роль:
  - Барбара Зукова — Роза Люксембург
  - Фернанда Торрес — Говори мне о любви
- Приз за лучшую режиссуру: Мартин Скорсезе — После работы
- Золотая пальмовая ветвь за короткометражный фильм: Урок дисциплины – Кожура, режиссёр Джейн Кэмпион
- Приз за художественный вклад: Свен Нюквист — Жертвоприношение
- Технический гран-при: Миссия, режиссёр Ролан Жоффе
- Золотая камера: Черное и белое, режиссёр Клер Девер
- Особый взгляд Каннского кинофестиваля: Человек праха, режиссёр Нури Бузид
- Приз международной ассоциации кинокритиков (ФИПРЕССИ):
  - Закат американской империи, режиссёр Дени Аркан
  - Жертвоприношение, режиссёр Андрей Тарковский
- Приз экуменического (христианского) жюри: Жертвоприношение, режиссёр Андрей Тарковский
- Приз экуменического (христианского) жюри — особое упоминание: Тереза, режиссёр Ален Кавалье
- Приз молодёжного жюри:
  - Приз молодёжного жюри (иностранное кино): Ей это нужно позарез, режиссёр Спайк Ли
  - Приз молодёжного жюри (французское кино): Высокая скорость, режиссёры Моника Дартонн и Мишель Каптур